# アベンジャーズ 地球最強のヒーロー
『アベンジャーズ 地球最強のヒーロー』（The Avengers: Earth's Mightiest Heroes）は、マーベル・コミックのスーパーヒーローチームであるアベンジャーズを題材としたアメリカ合衆国のテレビアニメ（カートゥーン）である。2010年秋にディズニーXDより20話のミクロシリーズが始まった。
シリーズの初期は、オリジナルのアベンジャーズのメンバーに基づいたチームが特集され、リーダーのアイアンマン、アントマン（ジャイアントマン）、ハルク、ワスプが登場する。シリーズは主にスタン・リーとジャック・カービーの原作のストーリーに基づいているが、しかしながらまた、その他の原作コミックやマーベル・シネマティック・ユニバースなどの要素も盛り込まれている。

## あらすじ
世界で最も危険なスーパーヴィランたちがヴォルト、キューブ、ビッグ・ハウス、ザ・ラフトから脱獄し、それに対抗する為に地球で最も強力な5人のヒーローたちがアベンジャーズと呼ばれる同盟を結成する。結成時メンバーは、リーダーのアイアンマン、アントマン（後のジャイアントマン）、ハルク、ソー、ワスプである。後にキャプテン・アメリカ、ブラックパンサー、ホークアイも加わる。

## キャスト
- アイアンマン：青木強[4][5]
- ソー：小谷津央典[6]
- ハルク：櫛田泰道[7]
- キャプテン・アメリカ：岡崎雅紘[8]
- ロキ：いずみ尚
- カーン：藤吉浩二
- リーダー：高岡瓶々
- ジーモ：田久保修平
- グリム・リーパー：広田みのる
- アントマン：吉田真澄
- ワスプ：牛田裕子[9]
- ワンダーマン：柳田淳一
- エンチャントレス：松井茜
- ブラック・ウィドウ：安永亜季
- オーディン：中村浩太郎
- ホークアイ：いずみ尚
- ニック・フューリー：いずみ尚
- ブラックパンサー：櫛田泰道
- ジェーン・フォスター：松井茜
- モードック：高岡瓶々
- レッドスカル：山内健嗣[10]
- ナレーション：丹沢晃之

英語版のキャストは

## スタッフ
- 総監督 - シロ・ニエリ（1 - 15話）、フランク・パウル
- シリーズ構成 - クリストファー・ヨスト
- キャラクターデザイン - シロ・ニエリ
- キャラクターデザイン監修 - トム・パーキンス
- 色彩設計 - クリス・ハッカー、パメラ・ロング、ジェームズ・ピーターズ
- 色彩設計監修 - キム・ビツイ
- キャスティング / 音声監督 - ジェイミー・シモーヌ[11]
- 製作総指揮 - アラン・ファイン、エリック・S・ロールマン、ダン・バックレイ、サイモン・フィリップス
- 共同製作総指揮 - ジョー・ケサダ、スタン・リー
- プロデューサー - ダナ・C・ブートン
- アニメーション制作 - フィルム・ローマン
- アニメーション制作協力 - ロット・アニメーション、ノクソンエンタープライズ
- 製作 - インジーニアス、マーベル・アニメーション

## 製作
2008年10月、マーベルはマーベルアニメーションと外部のスタジオのフィルム・ローマンがアベンジャーズのテレビアニメ『アベンジャーズ 地球最強のヒーロー』を製作し、2010年放送を予定していると発表した。52話の製作が決まっている。製作総指揮はサイモン・フィリップスとエリック・S・ロールマンである。統轄プロデューサーはジョシュア・ファイン、ストーリー・エディターはクリストファー・ヨストが担当する。2010年9月22日にディズニーXDより、プロローグとしてアベンジャーズ結成前のヒーローの出自と将来の伏線を描く全20話の5分間番組シリーズが始まった。アベンジャーズのシリーズ本編はアメリカ合衆国では2010年10月20日にマーベルの姉妹放送局のディズニーXDで始まり、第3話から第7話にかけて5分間番組シリーズで放送されたエピソード4話分を1本に再編集して本編に組み込まれた。カナダでは2010年10月22日に英語版、2011年3月にフランス語版がテレトゥーンで開始された。ジェフ・ローブは第2シーズンはおそらく10月頃に始まり、またプロデューサーのジョシュ・ファインは13話分が完成したとツイートした。

### 日本での放送・配信
日本ではディズニーXDで、2011年7月18日より放送開始。「アベンジャーズ超人週間」と題して本編の第3話から第7話（5分間番組シリーズの再編集分）を月曜から金曜にかけて連続放送し、2011年7月25日には前後編である第6話・第7話（アメリカでの第1話・第2話）を連続放送。8月1日以降は通常の毎週1話放送となる。なお、ガンマ線の被曝によってアベンジャーズとラスベガス市民が怪物化する第12話と第13話は未放映となったが、ディズニーデラックス・Disney+では日本でも欠番になることなく配信されている。
第26話までのシーズン1（キャプテンアメリカがスクラル星人に誘拐されるクリフハンガー展開で終わっている）を放送後はシーズン2を放送せずにシーズン1のリピート放送を繰り返していたが、2015年6月より米国内で本作シーズン2の放映後に設定を仕切りなおして始まったリブートシリーズ『アベンジャーズ・アッセンブル』の放送開始が決定した。その後の配信サービスでも、シーズン1のみでシーズン2は配信されていない（2022年5月現在）
主題歌はアメリカ版のオープニング映像とメロディに日本語の歌詞で再録音したものを使用。

## コミック
本シリーズに合わせて、クリストファー・ヨスト、スコット・ウェグナー、パトリック・シェルバーガーによるコミックシリーズが出版された。全4号のリミテッドシリーズである。

## エピソードリスト
以下は日本での放映順。アメリカでの放送はen:List of The Avengers: Earth's Mightiest Heroes episodesを参照。
| 話 | タイトル                   | 原題                           | 放送日         | 備考 |
| -- | -------------------------- | ------------------------------ | -------------- | ---- |
| 1  | アイアンマン誕生           | Iron Man is Born               | 2011年7月18日  |      |
| 2  | マイティ・ソー             | Thor the Mighty                | 2011年7月19日  |      |
| 3  | 追われるハルク             | Hulk vs the World              | 2011年7月20日  |      |
| 4  | キャプテン・アメリカ       | Meet Captain America           | 2011年7月21日  |      |
| 5  | アントマンとビブラニウム   | The Man in the Ant Hill        | 2011年7月22日  |      |
| 6  | 脱走（前編）               | Breakout, Part 1               | 2011年7月25日  |      |
| 7  | 脱走（後編）               | Breakout, Part 2               | 2011年7月25日  |      |
| 8  | アベンジャーズ結集         | Some Assembly Required         | 2011年8月1日   |      |
| 9  | 生きていた伝説             | Living Legend                  | 2011年8月8日   |      |
| 10 | トニーの本心               | Everything is Wonderful        | 2011年8月15日  |      |
| 11 | ワカンダへの旅             | Panther's Quest                | 2011年8月22日  |      |
| 12 | ガンマの世界 前編          | Gamma World Pt. 1              | 未放映         |      |
| 13 | ガンマの世界 後編          | Gamma World Pt. 2              | 未放映         |      |
| 14 | マスターズ・オブ・イーヴル | Masters of Evil                | 2011年8月29日  |      |
| 15 | 459                        | 459                            | 2011年9月5日   |      |
| 16 | ウィドウの一刺し           | Widow's Sting                  | 2011年9月12日  |      |
| 17 | 明日を盗んだ男             | The Man Who Stole Tomorrow     | 2011年9月19日  |      |
| 18 | 征服者現る                 | Come the Conqueror             | 2011年9月26日  |      |
| 19 | カンの支配                 | The Kang Dynasty               | 2011年10月3日  |      |
| 20 | いにしえの冬の小箱         | The Casket of Ancient Winters  | 2011年10月24日 |      |
| 21 | ヒドラ万歳！               | Hail, Hydra!                   | 2011年10月31日 |      |
| 22 | ウルトロン5号              | Ultron-5                       | 2011年11月7日  |      |
| 23 | ウルトロンの使命           | The Ultron Imperative          | 2011年11月14日 |      |
| 24 | 地球の危機                 | This Hostage Earth             | 2011年11月21日 |      |
| 25 | アスガルドの陥落           | The Fall of Asgard             | 2011年11月28日 |      |
| 26 | またとない日               | A Day Unlike Any Other         | 2011年12月5日  |      |
| 27 |                            | The Private War of Doctor Doom | 未放映         |      |
| 28 |                            | Alone Against A.I.M.           | 未放映         |      |
| 29 |                            | Acts of Vengeance              | 未放映         |      |
| 30 |                            | Welcome to the Kree Empire     | 未放映         |      |
| 31 |                            | To Steal an Ant-Man            | 未放映         |      |
| 32 |                            | Michael Korvac                 | 未放映         |      |
| 33 |                            | Who Do You Trust?              | 未放映         |      |
| 34 |                            | The Ballad of Beta Ray Bill    | 未放映         |      |
| 35 |                            | Nightmare in Red               | 未放映         |      |
| 36 |                            | Prisoner of War                | 未放映         |      |
| 37 |                            | Infiltration                   | 未放映         |      |
| 38 |                            | Secret Invasion                | 未放映         |      |
| 39 |                            | Along Came a Spider...         | 未放映         |      |
| 40 |                            | Behold...The Vision!           | 未放映         |      |
| 41 |                            | Powerless                      | 未放映         |      |
| 42 |                            | Assault on 42                  | 未放映         |      |
| 43 |                            | Ultron Unlimited               | 未放映         |      |
| 44 |                            | Yellowjacket                   | 未放映         |      |
| 45 |                            | Emperor Stark                  | 未放映         |      |
| 46 |                            | Code Red                       | 未放映         |      |
| 47 |                            | Winter Soldier                 | 未放映         |      |
| 48 |                            | The Deadliest Man Alive"       | 未放映         |      |
| 49 |                            | New Avengers                   | 未放映         |      |
| 50 |                            | Operation Galactic Storm       | 未放映         |      |
| 51 |                            | Live Kree or Die               | 未放映         |      |
| 52 |                            | Avengers Assemble!             | 未放映         |      |

## DVDリリース

### リージョン1

#### アメリカ合衆国
| DVDタイトル             | 巻 | シーズン | アスペクト比 | 収録話数 | 時間  | 発売日        |
| ----------------------- | -- | -------- | ------------ | -------- | ----- | ------------- |
| Heroes Assemble!        | 1  | 1        | 16:9         | 7        | 154分 | 2011年4月26日 |
| Captain America Reborn! | 2  | 1        | 16:9         | 6        | 132分 | 2011年4月26日 |

#### カナダ
| DVDタイトル                       | 巻 | シーズン | アスペクト比 | 収録話数 | 時間  | 発売日        |
| --------------------------------- | -- | -------- | ------------ | -------- | ----- | ------------- |
| Limited Edition: Season 1, Part 1 | 1  | 1        | 16:9         | 13       | 286分 | 2011年4月26日 |

## 国際放送
| 国             | 放送局       | 初回放送                                            | 放送時刻 | 放送の遅れ    |
| -------------- | ------------ | --------------------------------------------------- | --- | ------------- |
| オーストラリア | ABC3         | 2011年3月8日                                        | 日曜 9:25am 日曜 9:50am 週日 7:10am / 7:15am 週日 1:15pm                                                                        | 4か月半遅れ   |
| カナダ         | Teletoon     | 2010年10月22日                                      | 金曜 8:00pm 東部（最新話） 日曜 11:30am 東部（再放送）                                                                          | 2日遅れ       |
| オランダ       | ディズニーXD | 2010年12月10日                                      | 金曜 9:35pm（字幕） 土曜 9:10pm（字幕） 月曜 10:20pm（字幕） 水曜 7:50p (Dub)                                                   | 51日遅れ      |
| ポーランド     | Disney XD    | 2010年11月8日                                       | N/A | 19日遅れ      |
| ブラジル       | ディズニーXD | 2010年10月31日（プレビュー） 2010年11月27日（公式） | 土曜 9:00pm/10:30pm （再放送） 日曜 9:00am/10:30am （最新話）                                                                   | 38日遅れ      |
| メキシコ       | ディズニーXD | 2010年10月31日（プレビュー） 2010年11月27日（公式） | 土曜 9:00pm/10:30pm （再放送） 日曜 9:00am/10:30am （最新話）                                                                   | 38日遅れ      |
| アルゼンチン   | ディズニーXD | 2010年10月31日（プレビュー） 2010年11月27日（公式） | 土曜 9:00pm/10:30pm （再放送） 日曜 9:00am/10:30am （最新話）                                                                   | 38日遅れ      |
| ベネズエラ     | ディズニーXD | 2010年10月31日（プレビュー） 2010年11月27日（公式） | 土曜 9:00pm/10:30pm （再放送） 日曜 9:00am/10:30am （最新話）                                                                   | 38日遅れ      |
| コロンビア     | ディズニーXD | 2010年10月31日（プレビュー） 2010年11月27日（公式） | 土曜 9:00pm/10:30pm （再放送） 日曜 9:00am/10:30am （最新話）                                                                   | 38日遅れ      |
| チリ           | ディズニーXD | 2010年10月31日（プレビュー） 2010年11月27日（公式） | 土曜 9:00pm/10:30pm （再放送） 日曜 9:00am/10:30am （最新話）                                                                   | 38日遅れ      |
| アメリカ合衆国 | ディズニーXD | 2010年10月20日                                      | 水曜 8:30pm 東部（2010年10月 - 2010年11月） 金曜 8:30pm 東部（スペシャル; 2010年11月） 日曜 10:00am 東部（2010年12月 – 継続中） | 同時ネット    |
| イギリス       | ディズニーXD | 2010年11月                                          | 木曜 6:00pm | 約1か月遅れ   |
| イギリス       | CITV         | 2011年5月8日                                        | 日曜 8:00am | 約6か月半遅れ |
| 日本           | ディズニーXD | 2011年7月18日                                       | 月曜 1:00am（最新話） 日曜 10:30pm/2:30am（再放送）                                                                             | 約7か月遅れ   |